# Yves Raeber

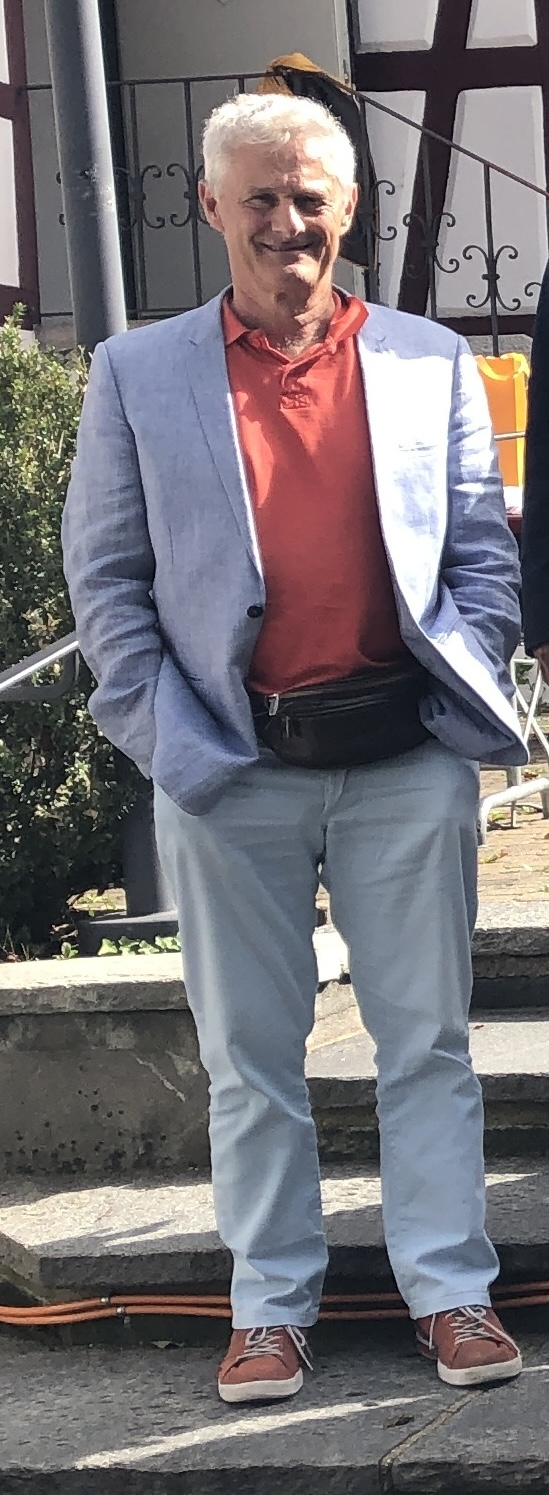
Yves Raeber (2022)

 Yves Raeber (* 26. November 1955 in Zürich) ist ein Schweizer Schauspieler, Theaterregisseur, Hörspielsprecher und Übersetzer.

## Leben
Yves Raeber ist der Sohn des Schauspielers Pierre Raeber und wuchs zweisprachig (deutsch/französisch) auf. Nach der Matura erhielt er seine künstlerische Ausbildung von 1975 bis 1977 an der Pariser „École Jacques Lecoq“ des gleichnamigen Theaterpädagogen. Von 1977 bis 1983 war er Mitglied im Ensemble der „Théâtre Populaire Romand“ in La Chaux-de-Fonds. Von 1983 bis 1985 führten ihn Gastspiele an das „Centre Dramatique Romand“ in Lausanne, das Theater Neumarkt Zürich und die Basler Theater. Seit 1986 ist Raeber freischaffend tätig und war an verschiedenen deutschen und Schweizer Bühnen zu sehen. In Deutschland gastierte er unter anderem am Landestheater Tübingen und dem Staatstheater Stuttgart, in der Schweiz trat er am Theater Winkelwiese in Zürich, am Berner Theater an der Effingerstrasse oder am Theater Tuchlaube in Aarau auf. Seit 1988 ist Raeber auch als Regisseur tätig und inszenierte beispielsweise in der Kaserne Basel oder am Reutlinger Theater Die Tonne, aber auch bei Amateurtheatergruppen. 1996 gründete er die freie Theatergruppe „Solex“.
Raeber spielte unter anderem die Titelrolle in Scapins Streiche von Molière, den Achilles in Die schöne Helena von Jacques Offenbach, den Prinzen in Schneewittchen in einer Fassung von Robert Walser oder die Rolle des George in John Steinbecks Von Mäusen und Menschen.
1977 gab Yves Raeber sein Debüt vor der Kamera, seit 1988 arbeitet er auch als Hörspielsprecher und -regisseur sowie als Off-Sprecher. Daneben übersetzt er Bücher französischer Autoren in die deutsche Sprache.
Yves Raeber lebt in Zürich-Wollishofen, wo er auch aufgewachsen ist.

## Filmografie (Auswahl)
- 1977: Tauwetter
- 1985: An allem Schuld
- 1997: Die Fallers – Die SWR Schwarzwaldserie – Über den Wolken
- 2001: Fertig lustig – Die beste Köchin der Schweiz
- 2001: Lieber Brad
- 2008: Nacht vor Augen
- 2010: Länger Leben
- 2012: Tatort – Skalpell
- 2012: Tatort – Nachtkrapp
- 2016: Ein Sommer in Südfrankreich
- 2019: Banking District (Fernsehserie)
- 2020: Ohne Grenzen (Fernsehserie)

## Hörspiele

### Als Sprecher (Auswahl)
- 1988: Friedrich Glauser: Matto regiert – Regie: Martin Bopp – SRF
- 1989: Samuel Beckett: Mirlitonnades – Regie: Stephan Heilmann – SRF
- 1989: Markus Werner: Zündels Abgang – Regie: Mario Hindermann – SRF
- 1991: Thomas Küng/Fritz Zaugg: Schnee aus Kloten – Regie: Fritz Zaugg – SRF
- 1997: Hanspeter Gschwend: Der Olympiafähndler – Regie: Fritz Zaugg – SRF
- 1998: Hans Peter Gansner: Naive in Evian – Regie: Walter Baumgartner – SRF
- 2010: Paul Steinmann: D' Gotthardbahn – Regie: Buschi Luginbühl – SRF
- 2012: Simon Froehling: Moi non plus – Regie: Reto Ott – SRF/SWR
- 2015: David Zane Mairowitz: Hornissengedächtnis – Regie: David Zane Mairowitz – SRF/ORF
- 2022: Nicole Bachmann: Die Kadenz des Mörders – Regie: Susanne Janson – SRF

### Als Regisseur
- 1992: Jürg Moser: Erledigt – SRF
- 2005: Jean-Luc Lagarce: Ich war in meinem Haus und wartete, dass der Regen kommt – SRF

## Veröffentlichungen (als Übersetzer)
- 2019: Philippe Rahmy: Die Panzerung (Originaltitel: Béton armé). Verlag die brotsuppe, Biel, ISBN 978-3-03867-016-2.
- 2020: Thomas Sandoz: Luc und das Glück (Originaltitel: La balade des perdus). Verlag die brotsuppe, Biel, ISBN 978-3-03867-033-9.
- 2021: Daniel de Roulet: Staatsräson (Originaltitel: L’oiselier). Limmat Verlag, Zürich, ISBN 978-3-03926-019-5.
- 2021: Thomas Sandoz: Ruhe sanft. Verlag die brotsuppe, Biel, ISBN 978-3-03867-043-8.
- 2021: Jean Prod’hom: November (Originaltitel: Novembre). Verlag die brotsuppe, Biel, ISBN 978-3-03867-038-4.
- 2021: Jean-Pierre Rochat: Jeden Tag eine Geschichte (Originaltitel: Chaque jour une histoire). Verlag die brotsuppe, Biel, ISBN 978-3-03867-028-5.
- 2022: Philippe Rahmy: Allegra (Originaltitel: Allegra). Verlag die brotsuppe, Biel, ISBN 978-3-03867-059-9.
- 2024: Eugène: Brief an meinen Diktator (Originaltitel: Lettre à mon dictateur). Verlag die brotsuppe, Biel, ISBN 978-3-03867-098-8.